# Westerdeichstrich
Westerdeichstrich est une commune de l'arrondissement de Dithmarse, dans le Land du Schleswig-Holstein.

## Géographie
À côté de Büsum, la commune regroupe les quartiers d'Augustenhof, Groven et Stinteck.

## Histoire
Le village se crée en 1824, le long de la mer du Nord, bâtissant un grand moulin.
En 2002, la commune, qui vit principalement du tourisme, abolit la taxe de séjour, donc l'entrée de la plage, la mettant en conflit avec la commune voisine de Büsum.

## Source, notes et références
- (de) Cet article est partiellement ou en totalité issu de l’article de Wikipédia en allemand intitulé « Westerdeichstrich » (voir la liste des auteurs).